# Distribution de charbon
Du temps des locomotives à vapeur il fallait assurer le ravitaillement en charbon de la locomotive quelle soit à tender séparé ou tender. Cette opération pouvait s'effectuer de plusieurs façons allant de la manutention manuelle à la manutention mécanique.

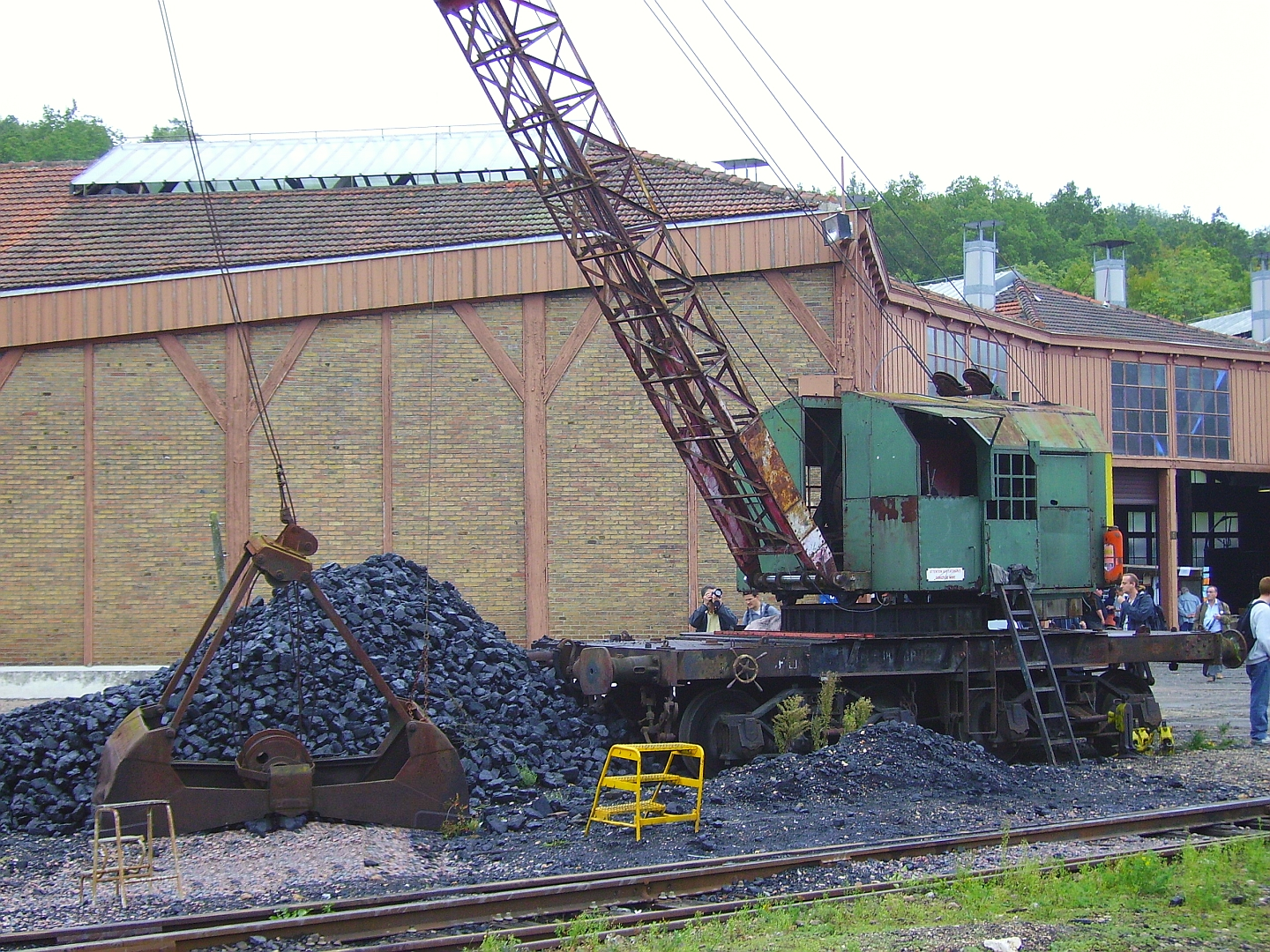
La grue à combustible sur rails type "BONDY" GP4 N°1 du dépôt de locomotives de Longueville, construite vers 1950 pour la SNCF par les ateliers de Bondy.

## Manutention manuelle
Ce type de manutention fut utilisé dès le départ car à l'époque il n'existait rien pour charger mécaniquement les locomotives à vapeur et celles-ci ne contenaient pas beaucoup de charbon. Par la suite ce mode de chargement fut peu à peu abandonné au profit d'un chargement mécanique.
Ce type de chargement, s'il était adapté au début du chemin de fer, devint très rapidement un problème du fait de la main-d'œuvre et du temps nécessaires en regard des capacités toujours grandissantes et du temps alloué de moins en moins grand pour les opérations. Néanmoins dans certaines petites annexes le chargement manuel perdura jusqu'au bout avec une estacade et des paniers pour manipuler le charbon car l'investissement représenté par la manutention mécanique ne compensait pas le temps perdu à ravitailler la locomotive; de plus dans ces annexes on trouvait plutôt des locomotives-tenders donc une capacité somme toute réduite.
Le chargement de briquettes était effectué de la même façon.

## Manutention mécanique
Cette manutention s'effectuait du plus simple et léger avec la sauterelle jusqu'au plus lourd et complexe avec des silos et des grues ou des portiques.

### Cas des sauterelles
Dans les petits dépôts, et ce dès l'apparition de cet accessoire, ce moyen  fut utilisé pour remplir les locomotives ou les tenders car il représentait un investissement relativement moins coûteux qu'une petite grue avec son massif en béton et était plus facile à déplacer pour permettre un remplissage sans un positionnement parfait de la locomotive.
Le chargement de briquettes était effectué de la même façon, voire aux seaux.

### Cas des grues
Dans les petits dépôts la grue est de petite taille et peut être montée sur un massif en béton. Elle pouvait soit avoir un godet pour prendre le charbon, soit elle était équipée d'une prise pour la préhension de berline remplie de combustible. Ce type de grue était très présente en Allemagne.
Dans les dépôts français on trouvait plutôt des grues ferroviaires avec un godet; ces grues pouvant être montées sur des châssis à essieux pour les plus petites officiant dans des petits dépôts ou à bogies pour les plus grosses qui travaillaient dans des dépôts de moyenne importance.
Toutes ces grues pouvaient se mouvoir d'elles-mêmes et étaient aussi utilisées pour la vidange des fosses à piquer. Un même dépôt pouvait en contenir plusieurs suivant l'importance des mouvements : cas du dépôt de Belfort qui en compta jusqu'à trois.
La plus célèbre de ces grues fut la grue de type « Bondy » qui fut même montée sur un châssis routier à chenille dans le dépôt de Nogent-Vincennes. Mais cet essai ne fut pas reconduit car il nécessitait la pose d'une piste de roulement en dur (constitué dans le cas présent de vieilles traverses).
Le chargement de briquettes était effectué de la même façon, en chargeant le godet ou la berline.

### Cas des silos

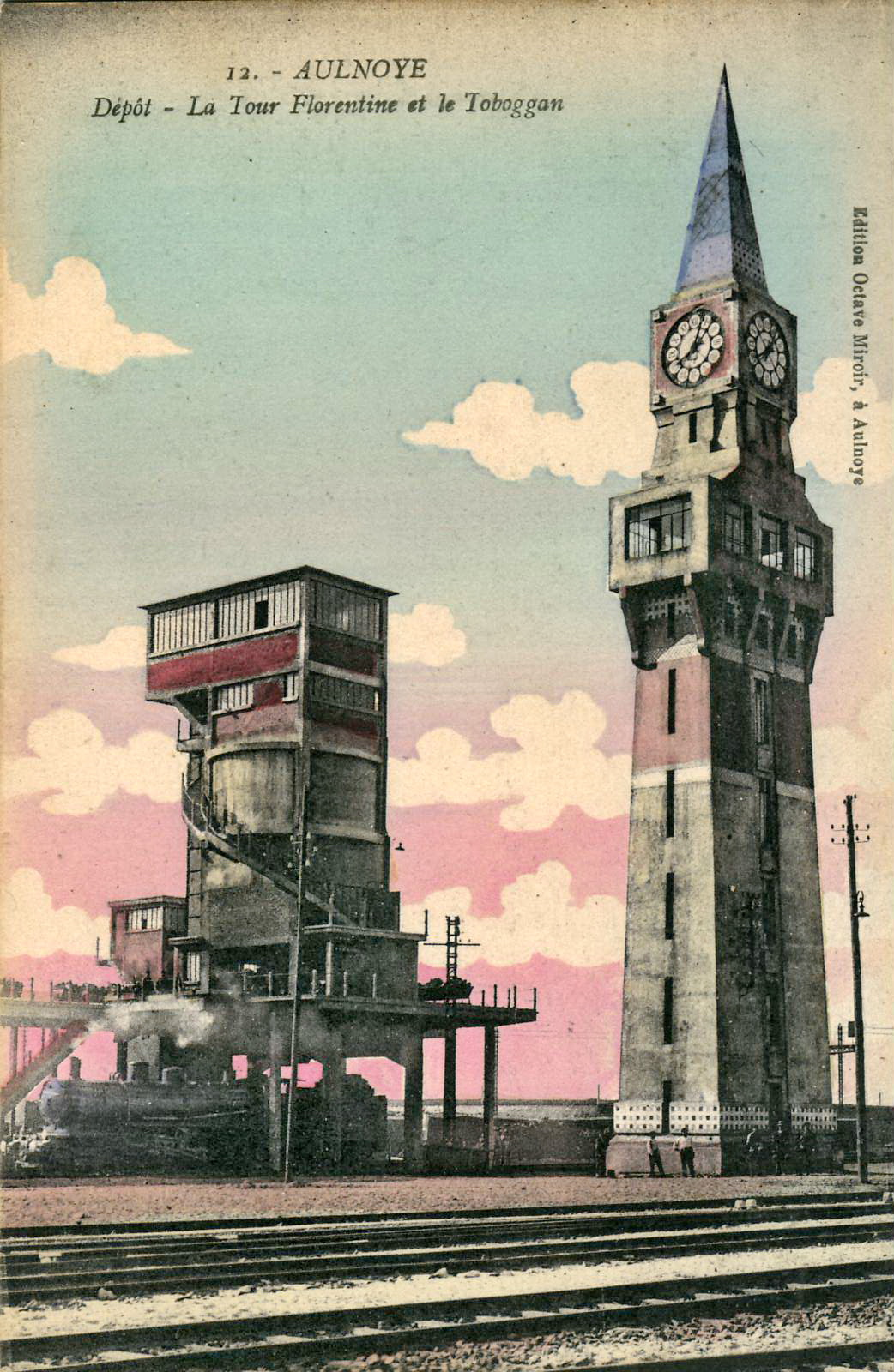
La tour florentine (poste d'aiguillage) et le toboggan à charbon du dépôt d'Aulnoye-d'Aulnoye-Aymeries dans les années 1920.

Ces installations se généralisèrent très vite mais avec de nombreuses variantes quant à la forme des silos et au moyen de les remplir. Le plus simple est le silo fixe, ouvert à tous vents au-dessus et rempli par une grue. Par la suite le nombre de silos se multiplia pour pouvoir alimenter les locomotives en diverses qualités de charbon et contenir une quantité plus importante de combustible (jusqu'à 500 tonnes). Le chargement des locomotives se faisait soit par en dessous, en Allemagne par exemple, soit sur le côté, aux États-Unis par exemple.
Dans certains cas ces silos furent montés sur une ossature pouvant se déplacer, augmentant ainsi la zone de chargement des locomotives.
Dans le cas des dépôts de grande importance possédant un parc à combustible ces silos se virent alimentés par les portiques servant à la manutention des combustibles générant ainsi des installations relativement vastes et imposantes. Ce type de manutention se rencontrait sur le Réseau ferroviaire d'Alsace-Lorraine dans les dépôts d'Hausbergen et de Mulhouse-Île Napoléon par exemple.
Un cas intéressant mais non reproduit fut le dépôt de Nevers où il y avait quatre silos indépendants roulant sur la même voie et alimentés par 2 grues ayant chacune sa voie.
Les grues comme les portique de manutentions servaient également à vidanger les fosses à piquer dans la plupart des cas.
En France face à ces installations grandes consommatrices de place au sol et en hauteur il fut préféré très vite l'utilisation de toboggans. Ces toboggans étaient constitués de silos alimentés, soit par un portique limité à la taille des silos et puisant le charbon directement dans une rame de wagons tombereaux garés sur une voie adjacente, soit par une chaîne à godets reprenant le charbon d'une trémie située sous le plan de la voie de déchargement adjacente.
Dans ces cas de figures le chargement de briquettes était effectué sur une estacade séparée ou sur une extension accolée, alimentée par des berlines élevées par des monte-charges, pour les toboggans.